# Konga härads valkrets
Konga härads valkrets var vid riksdagsvalen till andra kammaren 1866-1908 en egen valkrets, omfattande Konga härad, med ett mandat. Vid riksdagsvalet 1911 avskaffades valkretsen och uppgick i Kronobergs läns östra valkrets.

## Riksdagsmän
- Johan Kjellson (1867–1869)
- Johannes Englander, lmp (1870–1875)
- August Sjö, lmp (1876–första riksmötet 1887)
- Sven Wieslander, lmp 1887, nya lmp 1888–1890 (andra riksmötet 1887–1890)
- August Sjö, nya lmp 1891–1894, lmp 1895–1911 (1891–1911)

## Valresultat

### 1896
| Andrakammarvalet i Sverige 1896: Konga härads valkrets | Andrakammarvalet i Sverige 1896: Konga härads valkrets | Andrakammarvalet i Sverige 1896: Konga härads valkrets | Andrakammarvalet i Sverige 1896: Konga härads valkrets | Andrakammarvalet i Sverige 1896: Konga härads valkrets |
| Kandidat                                               | Kandidat                                               | Röster                                                 | Röster                                                 | Röster                                                 |
| Kandidat                                               | Kandidat                                               | Antal                                                  | %                                                      | +− %                                                   |
| ------------------------------------------------------ | ------------------------------------------------------ | ------------------------------------------------------ | ------------------------------------------------------ | ------------------------------------------------------ |
|                                                        | August Sjö                                             | 338                                                    | 77,0                                                   |                                                        |
|                                                        | Närmaste kandidat                                      | 42                                                     | 9,6                                                    |                                                        |
|                                                        | Övriga kandidater                                      | 59                                                     | 13,4                                                   | —                                                      |
| Antal giltiga röster                                   | Antal giltiga röster                                   | 439                                                    |                                                        |                                                        |
| Kasserade röster                                       | Kasserade röster                                       | 9                                                      |                                                        |                                                        |
| Totalt                                                 | Totalt                                                 | 448                                                    |                                                        |                                                        |

### 1899
| Andrakammarvalet i Sverige 1899: Konga härads valkrets | Andrakammarvalet i Sverige 1899: Konga härads valkrets | Andrakammarvalet i Sverige 1899: Konga härads valkrets | Andrakammarvalet i Sverige 1899: Konga härads valkrets | Andrakammarvalet i Sverige 1899: Konga härads valkrets |
| Kandidat                                               | Kandidat                                               | Röster                                                 | Röster                                                 | Röster                                                 |
| Kandidat                                               | Kandidat                                               | Antal                                                  | %                                                      | +− %                                                   |
| ------------------------------------------------------ | ------------------------------------------------------ | ------------------------------------------------------ | ------------------------------------------------------ | ------------------------------------------------------ |
|                                                        | August Sjö                                             | 245                                                    | 90,7                                                   | ▲13,0                                                  |
|                                                        | Närmaste kandidat                                      | 10                                                     | 3,7                                                    |                                                        |
|                                                        | Övriga kandidater                                      | 15                                                     | 5,6                                                    | —                                                      |
| Antal giltiga röster                                   | Antal giltiga röster                                   | 270                                                    |                                                        |                                                        |
| Kasserade röster                                       | Kasserade röster                                       | 3                                                      |                                                        |                                                        |
| Totalt                                                 | Totalt                                                 | 273                                                    |                                                        |                                                        |

### 1902
| Andrakammarvalet i Sverige 1902: Konga härads valkrets | Andrakammarvalet i Sverige 1902: Konga härads valkrets | Andrakammarvalet i Sverige 1902: Konga härads valkrets | Andrakammarvalet i Sverige 1902: Konga härads valkrets | Andrakammarvalet i Sverige 1902: Konga härads valkrets |
| Kandidat                                               | Kandidat                                               | Röster                                                 | Röster                                                 | Röster                                                 |
| Kandidat                                               | Kandidat                                               | Antal                                                  | %                                                      | +− %                                                   |
| ------------------------------------------------------ | ------------------------------------------------------ | ------------------------------------------------------ | ------------------------------------------------------ | ------------------------------------------------------ |
|                                                        | August Sjö                                             | 235                                                    | 81,9                                                   | ▼8,8                                                   |
|                                                        | Närmaste kandidat                                      | 15                                                     | 5,2                                                    |                                                        |
|                                                        | Övriga kandidater                                      | 37                                                     | 12,9                                                   | —                                                      |
| Antal giltiga röster                                   | Antal giltiga röster                                   | 287                                                    |                                                        |                                                        |
| Kasserade röster                                       | Kasserade röster                                       | 1                                                      |                                                        |                                                        |
| Totalt                                                 | Totalt                                                 | 288                                                    |                                                        |                                                        |

### 1905
| Andrakammarvalet i Sverige 1905: Konga härads valkrets | Andrakammarvalet i Sverige 1905: Konga härads valkrets | Andrakammarvalet i Sverige 1905: Konga härads valkrets | Andrakammarvalet i Sverige 1905: Konga härads valkrets | Andrakammarvalet i Sverige 1905: Konga härads valkrets |
| Kandidat                                               | Kandidat                                               | Röster                                                 | Röster                                                 | Röster                                                 |
| Kandidat                                               | Kandidat                                               | Antal                                                  | %                                                      | +− %                                                   |
| ------------------------------------------------------ | ------------------------------------------------------ | ------------------------------------------------------ | ------------------------------------------------------ | ------------------------------------------------------ |
|                                                        | August Sjö                                             | 256                                                    | 91,7                                                   | ▲9,8                                                   |
|                                                        | Närmaste kandidat                                      | 15                                                     | 5,4                                                    |                                                        |
|                                                        | Övriga kandidater                                      | 8                                                      | 2,9                                                    | —                                                      |
| Antal giltiga röster                                   | Antal giltiga röster                                   | 279                                                    |                                                        |                                                        |
| Kasserade röster                                       | Kasserade röster                                       | 7                                                      |                                                        |                                                        |
| Totalt                                                 | Totalt                                                 | 286                                                    |                                                        |                                                        |

### 1908
| Andrakammarvalet i Sverige 1908: Konga härads valkrets | Andrakammarvalet i Sverige 1908: Konga härads valkrets | Andrakammarvalet i Sverige 1908: Konga härads valkrets | Andrakammarvalet i Sverige 1908: Konga härads valkrets | Andrakammarvalet i Sverige 1908: Konga härads valkrets |
| Kandidat                                               | Kandidat                                               | Röster                                                 | Röster                                                 | Röster                                                 |
| Kandidat                                               | Kandidat                                               | Antal                                                  | %                                                      | +− %                                                   |
| ------------------------------------------------------ | ------------------------------------------------------ | ------------------------------------------------------ | ------------------------------------------------------ | ------------------------------------------------------ |
|                                                        | August Sjö                                             | 919                                                    | 80,1                                                   | ▼11,6                                                  |
|                                                        | Johan Mauritz Sandberg (liberal)                       | 221                                                    | 19,3                                                   |                                                        |
|                                                        | Övriga kandidater                                      | 7                                                      | 0,6                                                    | —                                                      |
| Antal giltiga röster                                   | Antal giltiga röster                                   | 1147                                                   |                                                        |                                                        |
| Kasserade röster                                       | Kasserade röster                                       | 25                                                     |                                                        |                                                        |
| Totalt                                                 | Totalt                                                 | 1172                                                   |                                                        |                                                        |